# Plantoir
Un plantoir est un outil destiné à planter de jeunes plants, ou des bulbes.
En jardinage individuel il s'agit généralement d'outils comportant une extrémité en forme de cône en bois dur, en composite ou en acier. Ils permettent d'effectuer des trous plus ou moins larges dans des sols meubles pour y placer des plants de légumes (tomates, laitues, choux, etc.), ou d'espèces aromatiques, ou de grosses graines d'espèces potagères ou ornementales. D'autres plantoirs plus larges et troués sont adaptés pour planter des bulbes (tulipes, ognon, etc.).
Pour repiquer les plants les jardiniers utilisent souvent un plantoir ou plus fréquemment un transplantoir. En maraîchage et en agriculture le repiquage est généralement mécanisé.
Il existe de nombreux types de plantoirs selon les objectifs :
- plantoir pour repiquage en terre des jeunes plants ;
- plantoir à bulbes ;
- plantoir pour travaux en massifs ou jardinières ;
- plantoirs spécialisés pour la viticulture, la sylviculture,etc ;
- plantoirs plus ou moins mécaniques pour le maraîchage ;

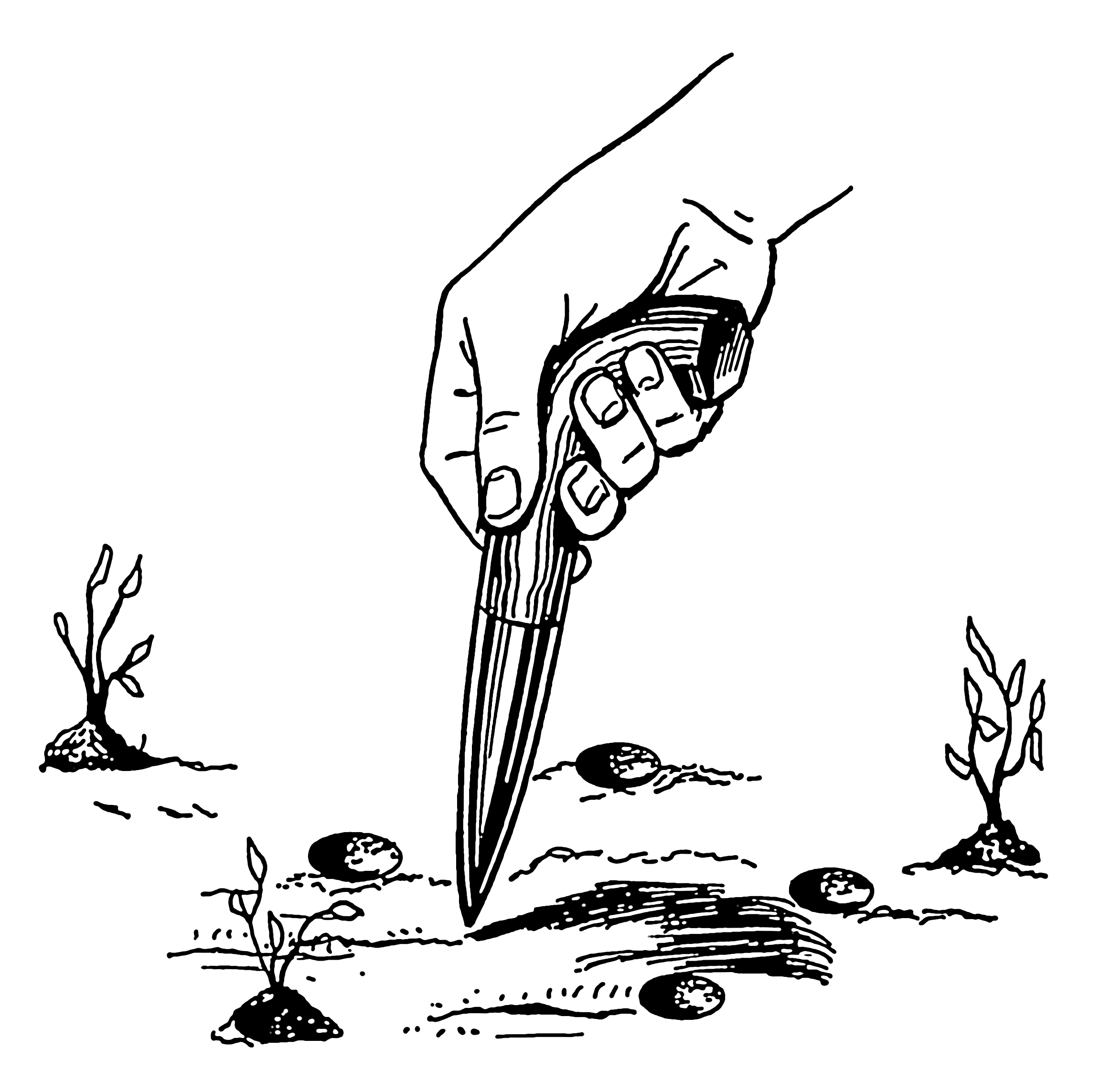
Dessin d’utilisation d’un plantoir.
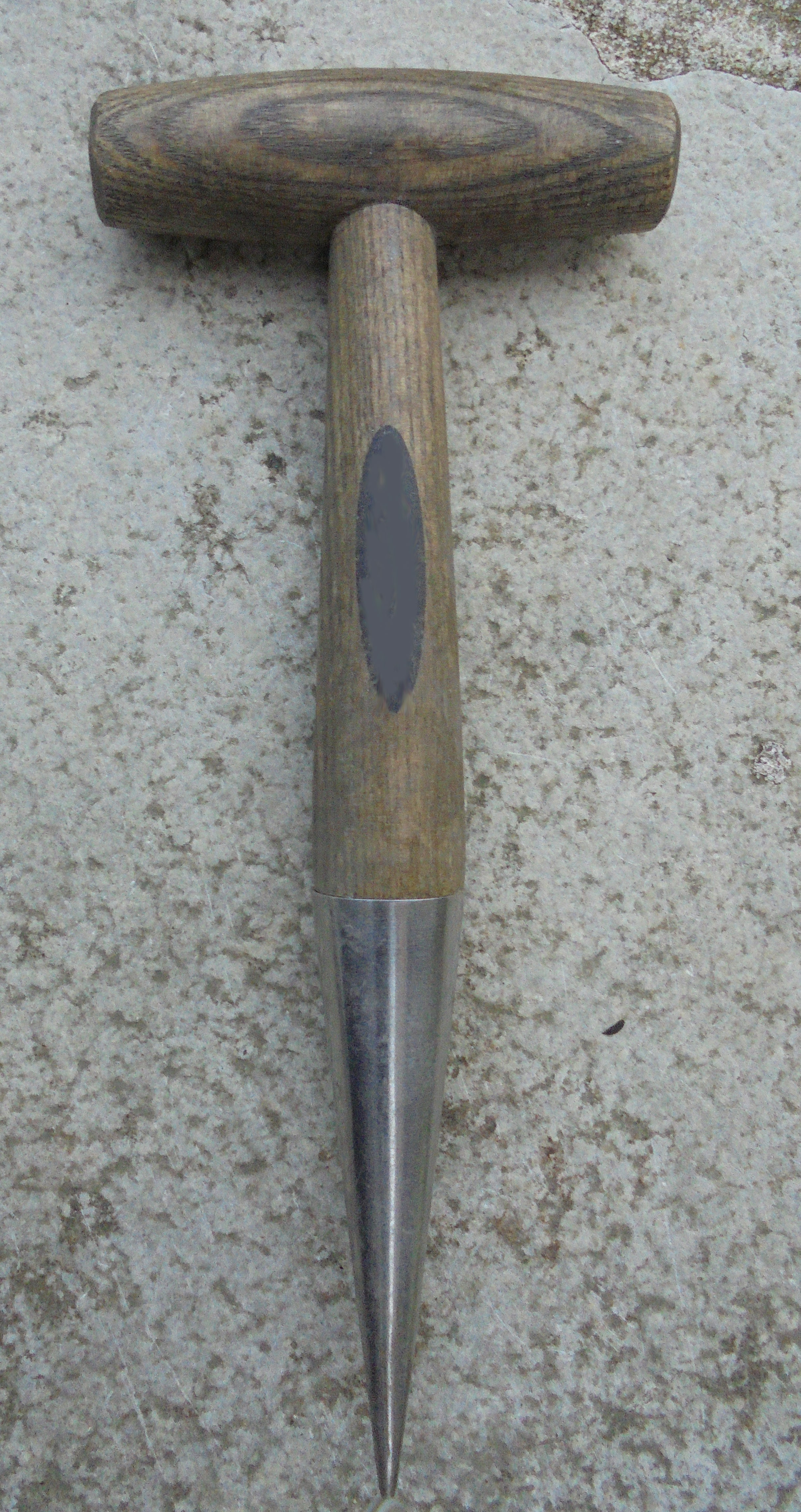
Plantoir bois et métal.
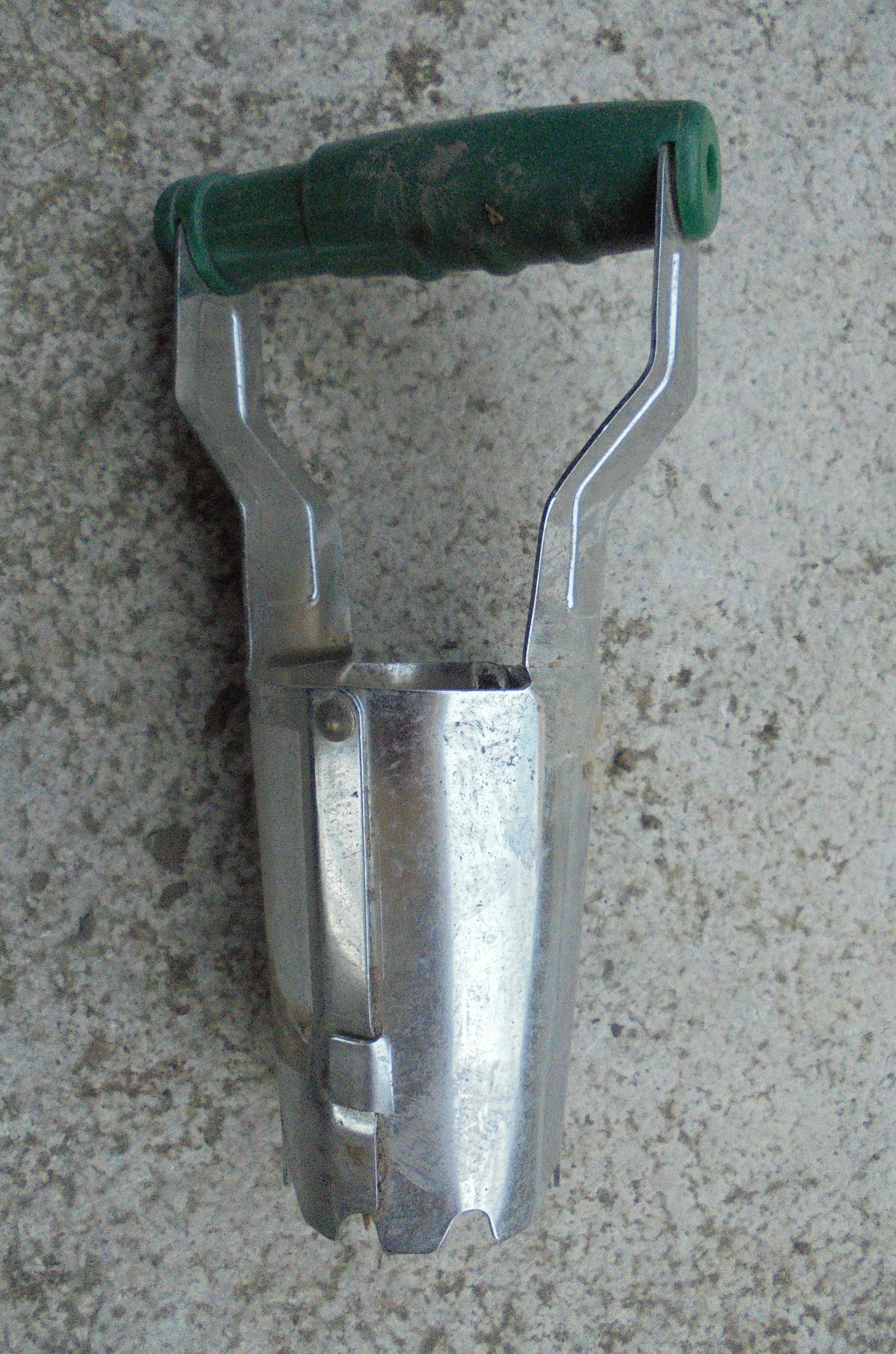
Plantoir à bulbe.
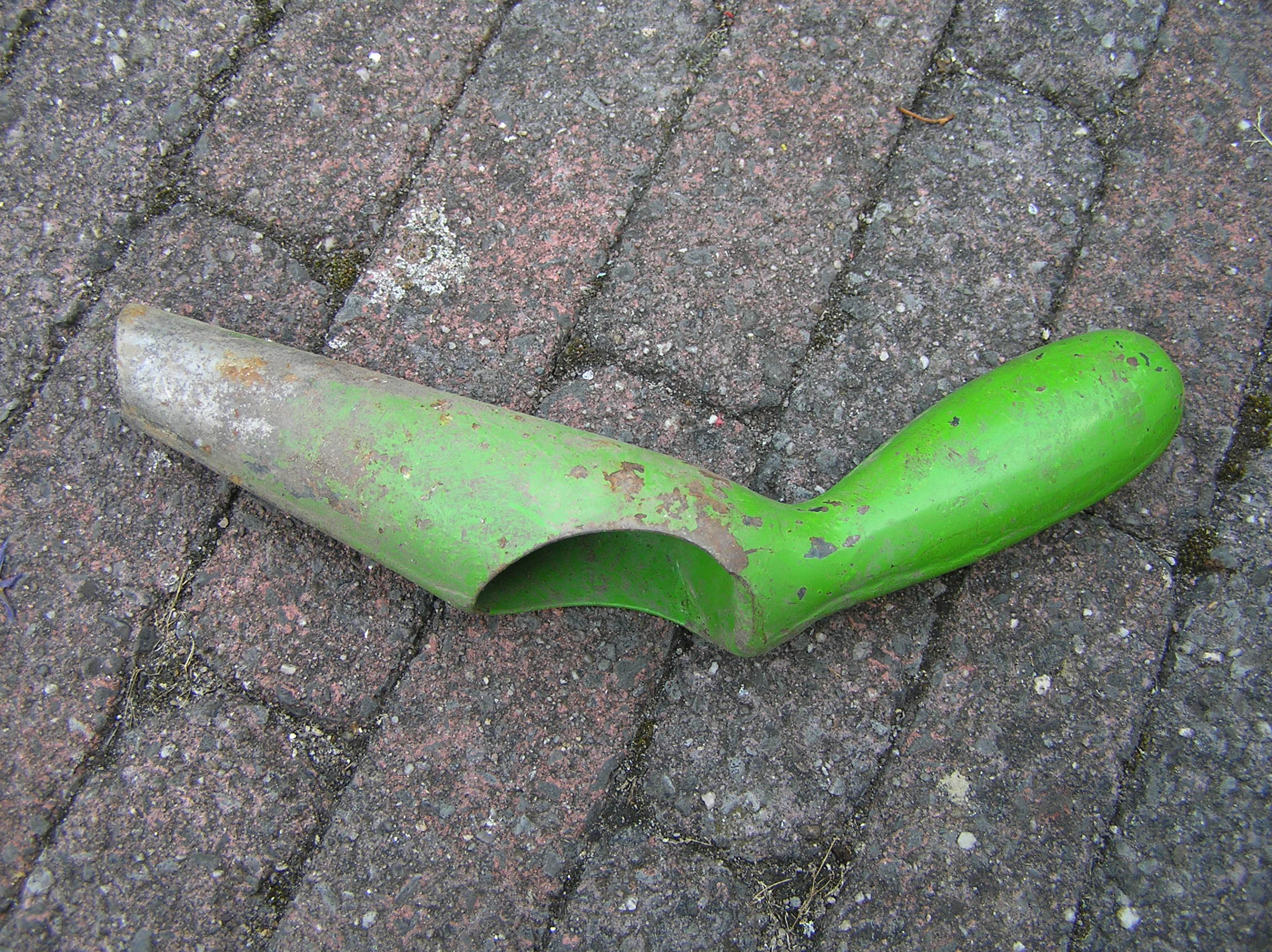
Plantoir mixte.

## Divers
Dans le calendrier républicain français, le 30e jour du mois de ventôse (généralement les 20 mars du calendrier grégorien) est officiellement dénommé jour du plantoir.